# Гаравице
Гаравице је мјесто масовног погубљења, масовна гробница и спомен-подручје у непосредној близини града Бихаћа. Почетком Другог свјетског рата 1941. године у Гаравицама је извршен масовни покољ српског цивилног становништва од стране усташа у којем је убијено око 12.000 људи, међу којима велики број дјеце. Убијени становници Бихаћа и околине су били скоро искључиво Срби и у мањем броју Јевреји. По броју жртава ова локација налази се одмах иза Јасеновца и Јадовног, и представља треће највеће српско стратиште за време Другог светског рата.

## Хронологија злочина
Након окупације Краљевине Југославије од стране Немачке и Италије у Другом светском рату створена је Независна Држава Хрватска. Бихаћ постаје сједиште новоосноване жупаније НДХ под називом „Крбава и Псат“.
Новопостављени жупан Љубомир Кватерник у јуну 1941. је забранио Србима и Јеврејима улазак у Бихаћ и околину града. С тиме су почели прогони, затварања и убијања Срба и Јевреја.

### јул 1941.
Средином јула 1941. по налогу жупана Љубомира Кватерника сви Срби из града и ближе околине су хапшени и затворени у злогласни казамат Кула, а потом су услиједиле масовне егзекуције.
Затворени Срби су из Куле превожени на припремљена стратишта Гаравице, Карађорђево село и Церавице. Речено им је да иду на присилан рад у Њемачку. Жртвама је наређено да се свуку, опљачкане су и убијене. Стрељани или заклани ножем су закопани у унапријед ископане јаме. Многа тијела закланих Срба су бачена у ријеку Клокот.
Прве групе жртава су одвођене и убијане ноћу, а касније у јулу и августу 1941. године и дању. Убиства Срба из Бихаћа се спроводе по породичним кућама, њивама и на бројним масовним стратиштима у околини Бихаћа.
Очевидац Милка Пепић-Ковачевић наводи:
Усташко дивљање почело је 25. јула 1941. године када је из Притоке (село у околини Бихаћа) одведено првих дванаест сељана. Другу ноћ отјерали су још сто шездесет Приточана. Међу њима највише дјеце. Одвели су их и највјероватније им и пресудили усташки џелати Мате Колић, Марко Гргић и Душан Михаљић. (...) Усташе су тражиле да онима које су отјерали родбина пошаље храну иако су ти исти већ били поубијани.
На фотографији снимљеној 1940. године види се тридесет и седам малишана, ученика основне школе у селу Притока. Међу њима су и браћа Душан и Ђуро (трећи и четврти здесна у горњем реду) које су усташе са још тридесетак ученика са фотографије одвеле и побиле.

### Покатоличавање
Дио Срба је под страхом од истребљења присилно преведен у католичку вјеру. Али ни то им није осигурало сигурност, убијање српских цивила је настављено.
Католички свештеник Фра Маријан тако 17. марта 1942. пише предсједнику цазинског котара:
Иако сам недавно послао извјештај о стању вјерника обраћеника у овоме крају, ипак морам поновно јавити Вашој Преузвишености да знадне с каквим се неприликама морам борити, и да се заузмете код Поглавника за јаднике, иначе ће сви бити истријебљени. (...) Тако је далеко отишло, да ћу морати наједанпут у Загреб до Поглавника те му све испричати и тражити, да се једном стане накрај овима насиљима. У великој сам бризи за ове јадне обраћенике.

### 1942.
Крајем 1942. партизани су ослободили подручје Бихаћа, и неки извршиоци злочина су ухваћени. Моша Пијаде је основао комисију која је добила задатак да прикупи доказе о ратним злочинима и геноциду почињеном против Срба у овоме крају.
У више масовних гробница на Гаравицама, Карађорђевом селу и Церавцима је закопано 12.000-15.000 зверски убијених Срба из Бихаћа и шире околине.
О масовности страдања српског цивилног становништва и организованом државном злочину Хрватске сведочи и извештај Косте Нађа од 4. новембра 1942. године, команданта оперативног штаба за Босанску крајину Врховном штабу НОВЈ и ПОЈ. Тамо се каже да се код једног заробљеног усташе нашло наређење за клање Срба и бројка од 12-15.000 ликвидираних „грко-источњака“ на подручју Бихаћа. Документ је на себи носио печат „усташког логора - Бихаћ“ и садржао је следећу формулацију: „Налог за војника Раму Мелкоча, да има све Влахе, били сумњиви или не, поубијати. То има извршити јер сам данас добио налог од великог жупана да се побију сви од 16 - 100 година. И Влахиње које су сумњиве. Који вам дођу под руку не пуштајте.“

## Споменик
Народ и општина Бихаћ су 1949. подигли скромни споменик жртвама покоља. На споменику стоје ријечи: „Са трајном успоменом на дванаест хиљада невино и звјерски убијених Срба од стране усташких зликоваца”. Љета 1941. на Гаравицама убијено је више цивила него што је град Бихаћ имао становника 1949. године када је постављена спомен плоча. Међутим ово велико губилиште је слабо познато и запостављено. Свијест о злочину и размјере покоља који је хрватска држава спровела 1941. године над недужним цивилима у Бихаћу држане су даље од шире јавности у Југославији.
У помен жртвама, 1981. године отворен је спомен-комплекс на Гаравицама. Меморијални споменик је дело архитекте Богдана Богдановића. Прије отварања високи функционер КПЈ Хакија Поздерац одржао је састанак са новинарима, да би се договорили детаљи о извјештавању. Сугерисао је да се пише да су у Гаравицама уморени Срби, Хрвати и Муслимани. Новинар радија Велике Кладуше је напоменуо да су само Срби убијани на Гаравицама. Поздерац је тада промијенио формулацију, коју новинари треба да користе, у сљедећу: „у Гаравицама је побијено дванаест хиљада родољуба”.
Данас је меморијални споменик бихаћким жртвама геноцида запостављен од стране локалне власти, зарастао у високу траву и ишаран графитима.